# Ключ 117
Ключ 117 або ключ «стояти» (立部), що означає «стояти» — один із 23 ключів Кансі (загалом 214 ключів), що складається з 5 рисок.
У Словнику Кансі цей ключ має 101 ієрогліф (з 49 030).
立 це також 116-ий індексувальний компонент у Таблиці Індексування Компонентів Китайських Ієрогліфів, яка переважно використовується у словниках Спрощеної Китайської випущених на Континентальному Китаї.

## Еволюція

Ієрогліф у Цзяґувень
Ієрогліф у Цзіньвень
Ієрогліф у Сяочжуань

## Похідні ієрогліфи
| Риски | Ієрогліфи               |
| ----- | ----------------------- |
| +0    | 立                      |
| +2    | 竌 竍                   |
| +3    | 竎 竏                   |
| +4    | 竐 竑 竒 竓 竔 竕 竖 竗 |
| +5    | 竘 站 竚 竛 竜 竝 竞    |
| +6    | 竡                      |
| +7    | 竢 竣 竤 童 竦 竧       |
| +8    | 竨 竩 竪 竫 靖          |
| +9    | 竬 竭 端 竰             |
| +11   | 竮 竱                   |
| +12   | 竲 竳 竴                |
| +13   | 竵                      |
| +15   | 競 竷                   |
| +17   | 竸                      |

## Як самостійний ієрогліф
Як самостійний ієрогліф це один із Кьоїку кандзі, що вивчають у початковій школі Японії.  Це кандзі першого класу. 

## Зовнішні посилання
- База даних Unihan - U+7ACB